# Morse (rivière)
Pour les articles homonymes, voir Morse.
La rivière Morse  (en anglais : Morse River) est un cours d’eau de la région de la West Coast dans l’Île du Sud de la Nouvelle-Zélande.

## Géographie
Elle s’écoule vers le nord-ouest à partir de sa source dans la chaîne de Strachan, atteignant le fleuve Mahitahi à 14 kilomètres au sud de Bruce Bay.
(en) Land Information New Zealand, « détail emplacement: Morse (rivière) », sur New Zealand Gazetteer